# Pierre Borhan
Pierre Bonhomme, dit Pierre Borhan (né le 11 juillet 1947 à Clermont-Ferrand), est un écrivain, journaliste, historien de la photographie, commissaire d'expositions français, qui se voue à la photographie depuis 1980.

## Biographie
Corédacteur en chef du magazine Clichés de 1984 à 1989, Pierre Borhan a collaboré à de nombreux magazines dans le domaine de la photographie, tels que, notamment, Photo Revue, Photo Magazine, Monuments historiques, Beaux Arts magazine, Cimaise, Camera Mainichi.
Commissaire de nombreuses expositions, il est directeur de Patrimoine photographique (Ministère de la Culture, Paris) de 1988 à 2003.
Fervent collectionneur, il révèle une partie de sa collection dans Pas moi sans eux, exposition présentée en Espagne (Barcelone, Valladolid, Valence), en Italie (Reggio Emilia) et dans sa ville natale, Clermont-Ferrand. Il continue de se passionner pour les engagements photographiques les plus variés, pour l'art qui est pour lui le plus signifiant, le plus jubilatoire.

## Publications
- Voyons Voir, Créatis, 1980
- Emeric Feher, CNMHS, 1984
- Bernard Pierre Wolfff, Paris Audiovisuel, 1986
- L'Élégance dans les années 50 photographiée par Henry Clarke, éditions Herscher, 1986
- Jan Saudek, Paris Musées, 1987
- Entre Deux (photographies d’Ernestine Ruben[1]), Paris Audiovisuel, 1987
- Splendeurs et misères du corps / Glanz und Elend des Körpers, Benteli, 1988 (prix Nadar 1989)
- Izis, CNMHS / Paris Musées / Paris Audiovisuel, 1988
- Bernard Faucon, Belfond / Paris Audiovisuel, 1988
- Frank Horvat, Paris Audiovisuel, 1989
- Les Envols de Jacques Henri Lartigue, Association des Amis de J.H.Lartigue / Philippe Sers, 1989
- La Photographie à la croisée des chemins, éditions de la Manufacture, 1990
- En train, AFDPP / La Manufacture, 1990
- La photographie japonaise de l’entre-deux-guerres / Du pictorialisme au modernisme, AFDPP, 1990
- René-Jacques (co-écrit avec Patrick Roegiers et Claude Vittiglio), AFDPP / La Manufacture, 1991
- En bateau, AFDPP / La Manufacture, 1991
- Marcel Bovis, AFDPP / La Manufacture, 1992
- En avion, AFDPP / La Manufacture, 1992
- Toni Catany, Paris Audiovisuel, 1993
- Charles Marville / Vespasiennes, Paris Musées, 1994
- André Kertész, la biographie d’une œuvre, éditions du Seuil, 1994 ; André Kertész, His Life and Work, Bulfinch, 1994, 1999 ; André Kertész, le double d’une vie, Tokyo Metropolitan Museum of Photography, 1995 ; André Kertész, lo specchio di una vita, Federico Motta Editore, 1998
- Roger Corbeau, l’œil noir du cinéma français, éditions Assouline, 1995
- Jan Saudek, Jubilations and Obsessions, Rosbeek Publishers, 1995
- La Conquête des pôles, éditions du Patrimoine, 1997
- Changing Paris, A Tour along the Seine (photographs of Philip Trager (en)), Arena Editions, 2000
- Joel-Peter Witkin, disciple et maître, Marval, 2000 ; Joel-Peter Witkin, Disciple and Master, Fotofolio, 2000 ; * * Joel-Peter Witkin, Zögling und Meister, Schirmer/Mosel, 2000
- Atget, le pionnier, Marval, 2000 ; Atget the Pioneer, Prestel, 2000
- Toni Catany, el artista en su paraiso, Lunwerg Editores, 2000
- L’Impossible oubli, les camps nazis cinquante ans après (photographies de Michael Kenna), Marval, 2001 ; Impossible to Forget, The Nazi Camps Fifty Years Later (photographs by Michael Kenna), Nazraeli Press, 2001
- Keiichi Tahara / Light.Sculpture.Photography, éditions Assouline / Maison européenne de la photographie, 2001
- Dorothea Lange, Le Cœur et les Raisons d’une photographe, éditions du Seuil, 2002 ; Dorothea Lange, The Heart and Mind of a Photographer, Bulfinch, 2002
- Arnold Newman, un maître du portrait, Louisiana Museum of Modern Art / Patrimoine photographique, 2002 et Arnold Newman, un maestro del ritratto, Palazzo Magnani, 2003
- Lucien Hervé / Amis inconnus, éditions Filigranes, 2002
- Les Vérités du sexe, Marval, 2003 ; Braus, 2003
- Pas moi sans eux, Fundació Foto Colectania, 2005
- Senza di loro, nemmeno io, La collezione Pierre Borhan di fotografie, Skira / Palazzo Magnani, 2006
- Hommes pour Hommes / homoérotisme et homosexualité masculine dans l’histoire de la photographie depuis 1840, éditions des Deux Terres, 2007 ; Man to Man : A History of Gay Photography, The Vendome Press, 2007 (USA) ; Uomini per Uomini / omoerotismo e omosessualità maschile nella storia della fotografia dal 1840 ai nostri giorni, Rizzoli, 2007 ; Men for Men : Homoeroticism and Male Homosexuality in the History of Photography since 1840, Jonathan Cape Ltd, 2007 (United Kingdom) ; Men for Men / Der Männerkörper in der Fotografie seit 1840, Christian Brandstätter Verlag, 2007.
- L'art de la mer : anthologie de la photographie maritime depuis 1843, Arthaud, 2009 - Grand Prix du Nautic 2009
- La Volonté de bonheur. Témoignages photographiques du Front populaire, 1934-1938, Hazan, 2013
- Mario Testino : Sir, Taschen, 2015 / 2016 (édition trilingue anglais-français-allemand)
- Pierre Jamet : 1936 Au-devant de la vie, Editions Taffimai, 2016

## Expositions dont Pierre Borhan fut le commissaire
- Jan Saudek, Musée d'Art moderne de la Ville de Paris, 1987 (itinérante)
- Izis, Caisse Nationale des Monuments Historiques et des Sites, Paris, 1988
- Splendeurs et misères du corps, Musée d'Art moderne de la Ville de Paris, 1988 (itinérante)
- En train : 150 ans de photographie des chemins de fer français, de vie du rail et de mythologie ferroviaire, Association Française pour la Diffusion du Patrimoine Photographique (AFDPP), Palais de Tokyo, Paris, 1990
- André Kertész, ma France, AFDPP, Palais de Tokyo, Paris, 1990 (itinérante)
- La photographie japonaise de l'entre-deux-guerres: du pictorialisme au modernisme, AFDPP, Palais de Tokyo, Paris, 1990
- René-Jacques, AFDPP, Palais de Tokyo, Paris, 1991 (itinérante)
- En bateau, AFDPP, Palais de Tokyo, Paris, 1991
- Harcourt oblige, AFDPP, Palais de Tokyo, Paris, 1991 (itinérante)
- Marcel Bovis, AFDPP, Palais de Tokyo, Paris, 1992 (itinérante)
- Denise Colomb, AFDPP, Palais de Tokyo, Paris, 1992 (itinérante)
- En avion, AFDPP, Palais de Tokyo, Paris, 1992
- J'aime la France, Printemps Ginza (Tokyo) et Navio Museum (Osaka), 1992 (itinérante)
- Emmanuel Sougez: l'éminence grise, AFDPP, Palais de Tokyo, Paris, 1993
- Bruno Réquillart: Versailles, AFDPP, Hôtel de Sully, Paris, 1994 (itinérante)
- André Kertész: le double d'une vie, AFDPP, Pavillon des Arts, Paris, 1994 (itinérante)
- Spectacles, de la scène à l'écran, AFDPP, Hôtel de Sully, Paris, 1994 (itinérante)
- Thérèse Le Prat[2]: visages d'acteurs, AFDPP, Hôtel de Sully, Paris, 1995 (itinérante)
- À corps et à raison: photographies médicales, 1840-1920, AFDPP, Hôtel de Sully, Paris, 1995
- Roger Corbeau: portraits d'acteurs, AFDPP, Hôtel de Sully, Paris, 1995 (itinérante)
- Edward Weston, AFDPP, Hôtel de Sully, Paris, 1995 (itinérante)
- Roger Parry: le météore fabuleux, AFDPP, Hôtel de Sully, Paris, 1996
- Maurice Tabard: la joie savante des expérimentations, AFDPP, Hôtel de Sully, Paris, 1996
- Souveraine Angleterre: l'âge d'or de la photographie britannique à travers les collections de la Royal Photographic Society, 1839-1917, AFDPP, Hôtel de Sully, Paris, 1996 (itinérante)
- La Conquête des pôles: 150 ans de photographie en Arctique et en Antarctique, AFDPP, Hôtel de Sully, Paris, 1997
- Raymond Voinquel: les acteurs du rêve, AFDPP, Hôtel de Sully, Paris, 1998 (itinérante)
- Dorothea Lange, AFDPP, Hôtel de Sully, Paris, 1998 (itinérante)
- Beauté moderne: les avant-gardes photographiques tchèques,1918-1948, AFDPP, Hôtel de Sully, Paris, 1998 (itinérante)
- W. Eugene Smith, AFDPP, Hôtel de Sully, Paris, 1998 (itinérante)
- Sam Levin, AFDPP, Hôtel de Sully, Paris, 1999 (itinérante)
- Le Désir du Maroc, Patrimoine photographique, Hôtel de Sully, Paris, 1999
- Toni Catany: l'artiste en son paradis, Museu Nacional d'Art de Catalunya, Barcelone, 2000 (itinérante)
- Joel-Peter Witkin, disciple et maître, Patrimoine photographique, Hôtel de Sully, Paris, 2000
- La photographie judiciaire: corps et décors du crime, 1860-1930, Patrimoine photographique, Hôtel de Sully, Paris, 2000
- Mémoire des camps: photographies des camps de concentration et d'extermination nazis, 1933-1999, Patrimoine photographique, Hôtel de Sully, Paris, 2001 (itinérante)
- Lucien Hervé: architectures de l'image, Patrimoine photographique, Hôtel de Sully, Paris, 2002 (itinérante)
- Arnold Newman: un maître du portrait, Patrimoine photographique, Hôtel de Sully, Paris, 2002 (itinérante)
- Japon 1945-1975: un renouveau photographique, Patrimoine photographique, Hôtel de Sully, Paris, 2003